# Pleitrange
Pleitrange (lb. Pläitreng, niem. Pleitringen) – mała miejscowość (lieu-dit) w południowym Luksemburgu, w kantonie Luksemburg, w gminie Contern. Do 3 października 2015 miejscowość leżała w dystrykcie Luksemburg.  